# Leandro Assumpção
Leandro Assumpção da Silva oder kurz Leandro Assumpção (* 3. Februar 1986 in Rio de Janeiro) ist ein brasilianischer Fußballspieler.

## Karriere
Seinen ersten Vertrag unterschrieb er 2007 bei Madureira EC. Uber die Stationen bei EC Vitória, Flamengo Rio de Janeiro, Bangu AC, Olaria AC, Vila Nova FC und Associação Desportiva Cabofriense in Brasilien zog es ihn 2012 nach Asien. Hier unterschrieb er einen Vertrag beim thailändischen Erstligisten Chiangrai United. In der Zeit bei Chiangrai (Saison 2012 und 2014) kam er 45 Mal zum Einsatz. 2013 wurde er an den Ligakonkurrenten Chonburi FC ausgeliehen, wo er 12 Mal auf dem Platz stand. 2015 unterschrieb er einen Vertrag beim Chonburi FC. Hier kam er 61 Mal zum Einsatz wobi er 21 Tore schoss. 2017 schloss er sich dem in der Thai League 2 spielenden Sisaket FC an. Nach der Hinserie 2017 mit 17 Spielen und 11 Toren zog es ihn zum thailändischen Spitzenclub Muangthong United. Die Hinserie 2018 wurde er von Muangthong an Air Force Central FC ausgeliehen. Nach der Ausleihe unterschrieb er zur Rückserie einen Vertrag beim Erstligisten Nakhon Ratchasima FC. Für den Verein aus Nakhon Ratchasima absolvierte 53 Erstligaspiele und schoss dabei 27 Tore. Ende Dezember 2020 verpflichtete ihn der Ligakonkurrent Suphanburi FC. Für den Klub aus Suphan BuriSuphanburi absolvierte er 14 Erstligaspiele. Zur Saison 2021/22 unterschrieb er einen Vertrag beim Zweitligaaufsteiger Muangkan United FC in Kanchanaburi. Doch trotz 17 Treffern in 25 Ligaspielen wurde sein Vertrag am 13. März 2022 überraschend wieder aufgelöst. Von Mitte März 2022 bis Anfang August 2023 pausierte er. Am 3. August 2023 nahm ihn der thailändische Drittligist Mahasarakham FC unter Vertrag. Mit dem Verein aus Maha Sarakham tritt er in der North/Eastern Region der Liga an. Am Ende der Saison wurde er mit dem Klub Tabellenzweiter und qualifizierte sich für die Aufstiegsspiele zur zweiten Liga. Hier konnte man sich durchsetzen und stieg in die zweite Liga auf. Im Sommer 2024 wurde sein Vertrag um ein weiteres Jahr verlängert.

## Erfolge
Muangthong United
- Thailändischer Ligapokalsieger: 2017

Chonburi FC
- Thailändischer Pokalsieger: 2016